# Modeste Demers
Pour les articles homonymes, voir Demers.
Modeste Demers, né le 11 octobre 1809, à Saint-Nicolas, au Québec, et décédé le 28 juillet 1871 à Victoria sur l'île de Vancouver, (Canada), était un prêtre missionnaire canadien qui fut le premier évêque de l'île de Vancouver de 1847 à 1871.
Né à Saint-Nicolas, le 11 octobre 1809, il fut ordonné prêtre le 7 février 1836. En mai 1838, il accompagne M. François-Norbert Blanchet dans les nouvelles missions de la Colombie-Britannique, au-delà des montagnes Rocheuses. 
Nommé par le pape Pie IX, évêque de l'île de Vancouver, il reçoit la consécration épiscopale le 30 novembre 1847. Modeste Demers se rend au second concile de Baltimore (en), en octobre 1866, après une visite au Canada. Il meurt le 28 juillet 1871 à Victoria (île de Vancouver) à l'âge de 61 ans.

## Source
- Cyprien Tanguay: Répertoire général du clergé canadien, par ordre chronologique depuis la fondation de la colonie jusqu'à nos jours, Montréal, Eusèbe Senécal et fils, imprimeurs-éditeurs, 1893.